# Diphyllobothriidae
Die Diphyllobothriidae (von altgr. di- ‚doppelt‘, phyllon ‚Blatt‘ und bothros ‚Grube‘) sind eine Familie der echten Bandwürmer, deren bekanntester Vertreter der Fischbandwurm ist. Sie wurden ursprünglich in die Ordnung der Pseudophyllidea eingeordnet, in der jüngeren Literatur jedoch in die Diphyllobothriidea.
Der abgeplattete, blattförmige Scolex trägt zwei Sauggruben (Bothrien). An den Hals schließt sich ein deutlich segmentierter Körper an. Die Genitalöffnungen liegen in der Mitte der Unterseite der jeweiligen Proglottis. 
Der typische Entwicklungszyklus zeigt einen Wirtswechsel. Erster Zwischenwirt sind Weichtiere, zweiter Fische. Endwirte sind fischfressende Reptilien, Vögel und Säugetiere.